# 藍川橋

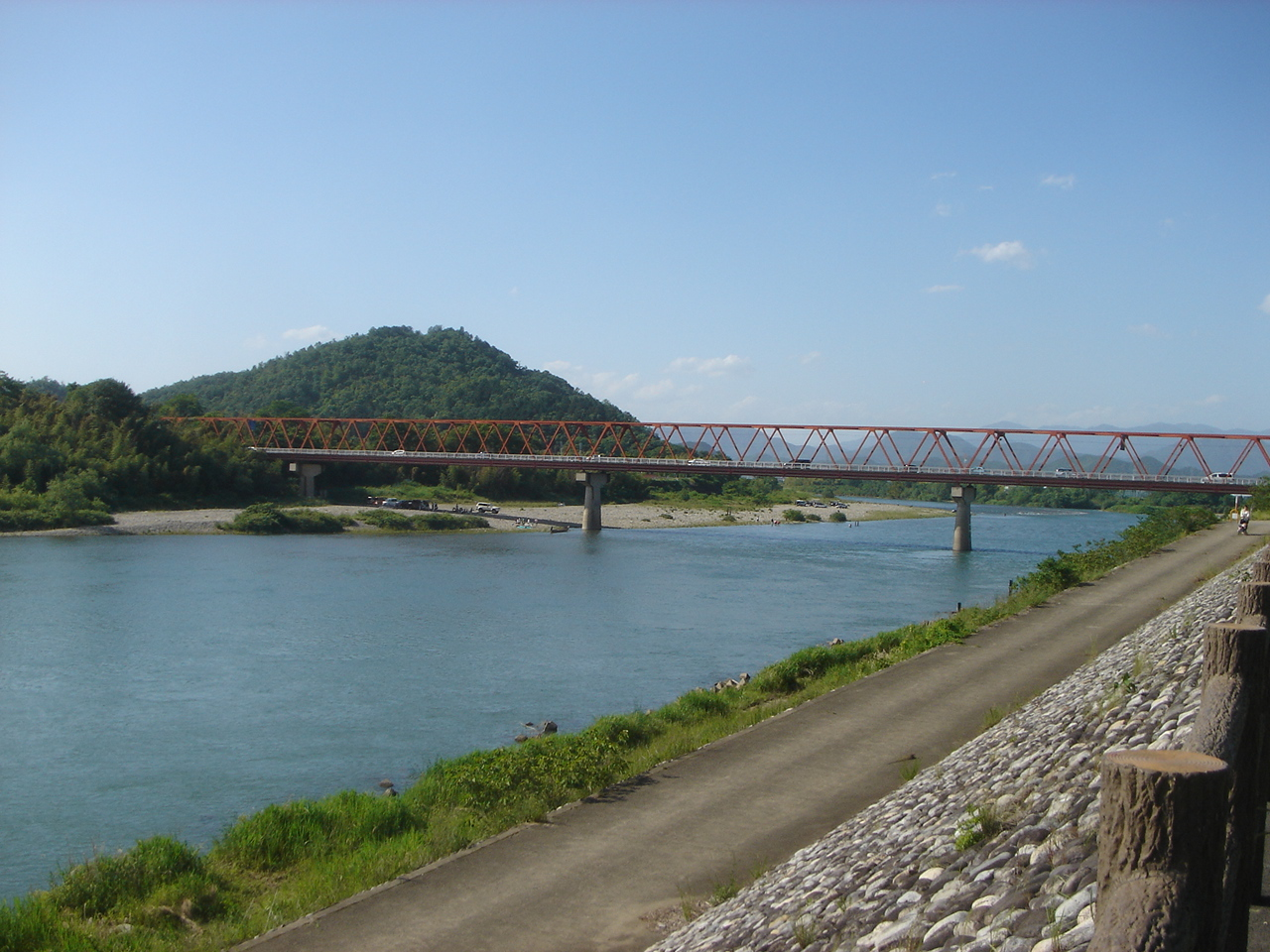
左岸下流側より2007年（平成19年）撮影

藍川橋（あいかわばし）は、岐阜県岐阜市の長良川にかかる岐阜県道93号川島三輪線の橋である。
現在の橋は2代目である。初代は現在の橋の上流にあり、鋼製の吊り橋であったが、幅が4.5mと狭く老朽化も進んだため、架け替えられた。

## 概要
- 供用開始：1968年（昭和43年）10月
- 延長：259.4 m
- 幅員：11.0 m
- 橋梁形式：四径間連続ワーレントラス橋
- 所在地：岐阜県岐阜市芥見町屋 - 加野

## 備考
藍川橋は1車線で右折車線が無く、特に橋の南側（長良川左岸側）にある長良川リバーサイドウェイ（長良川リバーサイド有料道路）が無料化された2012年（平成24年）4月以降は橋の西から藍川橋東交差点での元有料道路方面（南）への右折車両が増え、平日の朝夕のラッシュ時及び週末や連休（お盆、年末年始等）を中心に東行きの渋滞が恒常化している。
この為2013年（平成25年）11月より、藍川橋西交差点の橋から北への右折、藍川橋東交差点の橋から南への右折が平日7〜8時、17〜18時は右折禁止の規制が導入されたが渋滞の解消には至っておらず、渋滞対策として2020年（令和2年）11月から現在の橋の南側に新たに4車線（片側2車線）の橋架の新設工事が行われている。完成後は現在の2代目の橋は取り壊される予定。